# 費爾南德·里戈
費爾南德·里戈（Fernand Rigaux，1905年—1962年9月21日）是一位比利時天文學家，在比利時比利時皇家天文台觀察變星、小行星和彗星。

## 生平
1951年，他與同事西維恩·阿蘭德共同發現了週期彗星49P/阿朗–里戈彗星。小行星中心也認可他在1933年至1941年間發現了8顆小行星。
1933年，他發現小行星19911，並以他的名字命名。命名引文於2015年12月25日發布。